# Плато Юнайтед
«Плато Юнайтед» (англ. Plateau United Football Club of Jos) — нігерійський футбольний клуб з міста Джос, який виступає в Прем'єр-лізі Нігерії. До 1991 року виступав під назвою ДжІБ «Страйкерс».
Назва «Плато Юнайтед» раніше належала принциповому супернику клубу з сусіднього міста, «Майті Джетс».

## Історія
Заснований 1975 року під назвою ДжІБ «Страйкерс».
«Плато Юнайтед» виграв свій перший великий срібний трофей у 1999 році, обігравши (1:0) у фіналі кубку Нігерії над «Івуаньянву Нашионал» завдяки голу Донатуса Ілока. У 1993 та 1998 рік виходив у фінал національного кубку. У 2000 році команда дебютувала на континентальних змаганнях, але вилетіла вже в першому ж раунді.
Завдяки перемозі над «Майті Джетс» забезпечили собі путівку до нігерійської Прем'єр-ліги на сезон 2010/11 років, але після поразки в останньому турі цього ж сезону понизилися в класі. За ідсумками сезону 2015 року повернулися до еліти нігерійського футболу.
У 2013 році їх фарм-команда стала однією з чотирьох дискваліфікованих команд, до розгляду переможного (79:0) матчу проти «Акурби». Чотири клуби звинувачувались в участі в матчах з фіксованим результатом з метою виходу у професіональну лігу. 22 липня 2013 року «Плато Фідер», «Акубра», «Поліс Машин» та «Бубаяро» отримали 10-річну дискваліфікацію, а гравців та функціонерів, які брали участь у цих матчах дискваліфікували довічно.
«Плато Юнайтед» вперше виграв Нігерійську професіональну футбольну лігу в 2017 році під керівництвом тренера Кеннеді Бобоє.

## Досягнення
- Прем'єр-ліга Нігерії
  -  Чемпіон (1): 2017[7]
- Кубок Нігерії
  -  Володар (1): 1999
  -  Фіналіст (2): 1993, 1998

## Статистика виступів на континентальних турнірах
| Сезон | Турнір                     | Раунд      | Клуб             | Вдома | На виїді | Загалом    |
| ----- | -------------------------- | ---------- | ---------------- | ----- | -------- | ---------- |
| 2000  | Кубок володарів кубків КАФ | 1          | Етуаль дю Конго  | 3-2   | 0-1      | 3-3 (в.г.) |
| 2018  | Ліга чемпіонів КАФ         | Попередній | «Едінг Спорт»    | 3-0   | 1-0      | 4-0        |
| 2018  | Ліга чемпіонів КАФ         | 1          | Етуаль дю Сахель | 1-0   | 2-4      | 3-4        |
| 2018  | Кубок конфедерації КАФ     | 2          | УСМ Алжир        | 2-1   | 0-4      | 2-5        |

## Відомі гравці
- Селестін Бабаяро
- Лакі Ідахор
- Соломон Квамбе
- Джон Обі Мікел
- Віктор Обінна
- Крістіан Ободо
- Гаррісон Омоко